# منتخب الهند تحت 23 سنة لكرة القدم
منتخب الهند تحت 23 سنة لكرة القدم (بالإنجليزية: India national under-23 football team)‏ هو ممثل الهند الرسمي في المنافسات الدولية في كرة القدم في فئة كرة قدم تحت 23 سنة للرجال، يديريه اتحاد الهند لكرة القدم.